# Stanisław Niemira
Stanisław Niemira herbu Gozdawa (ur. 1597 – zm. 1648), wojewoda podlaski.
Właściciel m.in. lokowanego przez siebie miasta Niemirowa. W 1638 roku brał udział w pracach komisji granicznej do rozstrzygania sporów między województwami lubelskim, podlaskim i brzeskim. 
Poseł na sejm nadzwyczajny 1613 roku z ziemi mielnickiej. Był elektorem Władysława IV Wazy z województwa podlaskiego w 1632 roku, podpisał jego pacta conventa.
W 1641 roku był członkiem komisji granicznej pomiędzy Prusami Książęcymi a województwem podlaskim. Ostatnia wiadomość o nim pochodzi z 1 grudnia 1646 roku, gdy uczestniczył w kolokwium izby poselskiej z senatem.

## Pełnione urzędy (chronologicznie)
- wojski podlaski od 1611 roku
- chorąży mielnicki (1613–1617)
- kasztelan podlaski w latach 1630–1634
- wojewoda podlaski w latach 1634–1648

## Rodzina
Praprawnuk starosty Niemiry Hrymalicza, prawnuk Szczęsnego Niemiry, wnuk Stanisława Niemiry, syn Hieronima Niemiry (1591-1611), młodszy brat wojewody podlaskiego Wojciecha Niemiry (zm. 1625) z siedzibą w Ostromęczynie. Jego pierwszą żoną była Ewa z Mogielnickich, z którą ufundował kościół pw. Narodzenia Najświętszej Marii Panny i św. Stanisława biskupa i męczennika. Z tego związku urodzili się Aleksander Maksymilian Niemira, Konstanty Niemira i Zofia, późniejsza żona Samuela Humnickiego. Drugą żoną była wdowa po Andrzeju Męcińskim Ewa Gniewoszówna.